# Jean III. Clément

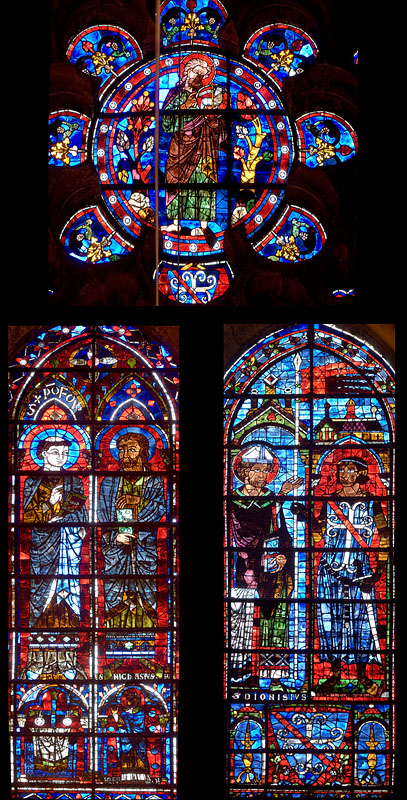
Fenster an der Ostseite des südlichen Querschiffs der Kathedrale von Chartres zeigt rechts den Heiligen Denis, der Jean Clement, die Oriflamme übergibt.

Jean III. Clément († 1260) Herr von Le Mez und Argentan, war Marschall von Frankreich.
Er war der Sohn von Henri I. Clément und der Vater von Henri II. Clément, beide ebenfalls Marschälle von Frankreich. Jean III. wurde von König Philipp II. unmittelbar nach dem Tod seines Vaters (1214) und im Gedenken an dessen militärische Leistungen zum Marschall erhoben. Er übte das Amt jedoch erst ab dem Jahr 1225 aus.
1231 führte er einen Feldzug in der Bretagne an. Er nahm an der Assemblée des Grands de France teil, die 1235 in Saint-Denis abgehalten wurde. Beim Kreuzzug nach Ägypten geriet er zusammen mit König Ludwig IX. in Gefangenschaft.
Jean Clément war mit seiner Cousine ersten Grades Aveline, Dame de Buisson, verheiratet, Tochter von Gauthier II. de Nemours aus der Familie Le Riche. Ihr Sohn Henri, Baron von Argentan, wurde ebenfalls zum Marschall Frankreichs erhoben.